# Raâga Blanda
Raâga Blanda è una raccolta di poesie del filosofo romano Julius Evola edita da Vanni Scheiwiller nel 1969. L'antologia contiene poesie d'ispirazione futurista, simbolista (in quest'ultimo caso si fa riferimento a quelle scritte in francese) e, appunto, dadaista.

## Pubblicazione del volume
L'attività poetica di Evola risale al periodo compreso tra il 1916 e il 1921. È del 1921 il poema La parole obscure du paysage intérieur.
Una serie di poesie scritte in quel periodo avrebbe dovuto, nell'idea dell'autore, formare un volume dal titolo Raâga Blanda mia cattiva sfera che, però, rimase inedito. Qui Evola è influenzato principalmente da autori come Rimbaud, Mallarmé e il Maeterlinck delle Serres Chaudes.
Successivamente Evola racconta ne Il cammino del cinabro che una sua conoscente avrebbe dovuto presentare a Giovanni Papini le poesie chiedendogli di scrivere una prefazione alla pubblicazione «indicandone come autore, un nome immaginario, una persona che si sarebbe uccisa giovanissima».
Nemmeno in questo caso si procede alla pubblicazione ed infatti è solo nel 1969 che Scheiwiller le raccoglie e le ripubblica in un volume che chiama, appunto, Raâga Blanda.

## Le edizioni diRaâga Blanda
- I ed.: Scheiwiller, Milano, 1969
- Ed. non autorizzata: Edizioni del Sole Nero, Amsterdam, s.d.